# Festival di Castrocaro 2025
La sessantasettesima edizione del Festival di Castrocaro si è svolta a Castrocaro Terme e Terra del Sole il 29 giugno 2025, presentata da Carolina Rey e Daniele Cabras. Dopo quattro anni di pausa, l'edizione vede il ritorno della messa in onda del festival sulle reti Rai, in differita l'8 luglio 2025 in seconda serata su Rai 2. L'edizione è stata prodotta dalla casa discografica Isola degli Artisti di Carlo Avarello, dal 2023 patron e direttore artistico ed esecutivo del festival.
L'edizione è stata vinta da Melissa Agliottone, la più giovane vincitrice di sempre nella storia del festival (quattordici anni), che vince la possibilità di firmare un contratto discografico con la casa discografica Isola degli Artisti per due singoli, due borse di studio e la trasmissione del suo inedito per tre settimane su Radio Kiss Kiss, radio partner dell'evento.

## Partecipanti
- Melissa Agliottone - Prima di crescere
- Edoardo Brogi - Precipitare
- Bush - Pazza di me
- Cipria - Leviatano
- Dannunzio - Sbattono
- El Simo - 0 rimpianti
- Federica Fontana - Paranoie (stupide)
- Kashmere - L'unica che può cambiare l'atmosfera
- Alice Paternuosto - Finiamoci adesso
- Personal - Profilo privato

## Giuria
La giuria di qualità è composta da:
- Serena Brancale
- Clementino
- Beppe Vessicchio

## Ospiti
- Federica Abbate
- Klem[7]
- Settembre
- Alex Wyse

## Curiosità
La vincitrice Melissa Agliottone nel 2023 ha vinto la prima edizione del talent show The Voice Kids. Nello stesso anno, ha rappresentato l'Italia allo Junior Eurovision Song Contest 2023.

## Ascolti
| Messa in onda | Telespettatori | Share |
| ------------- | -------------- | ----- |
| 8 luglio 2025 | 158.000        | 3,8%  |